# 1775 год в музыке

## События
- 13 января — в Мюнхене состоялась премьера комической оперы в трёх актах В. А. Моцарта «Мнимая садовница», KV 196, (итал. La finta giardiniera), написанной в 1774 году.
- 20 января — в Неаполе в театре Сан-Карло прошла премьера второй версии оперы Йозефа Мысливечека «Демофонт» (Demofoonte).
- 23 февраля — премьера пьесы Пьера Бомарше «Севильский цирюльник, или Тщетная предосторожность», которая позже вдохновила многих композиторов на написание опер.
- Вильгельм Хаузер (нем. Wilhelm Hauser) стал органистом в монастыре Lavaldieu и учителем Этьенна Мегюля.
- В Санкт-Петербурге начато строительство первого каменного здания Большого театра по проекту Антонио Ринальди.

## Классическая музыка
- Карл Диттерс фон Диттерсдорф — Concerto for Oboe in D major.
- Йозеф Мартин Краус — Requiem.
- Вольфганг Амадей Моцарт — Скрипичные концерты № 3, 4 и 5, сонаты для фортепиано № 1, 2, 3, 4 и 5.

## Опера
- Йозеф Гайдн — «Случайная встреча» (итал. L'incontro improvviso).
- Иоганн Андре — «Эрвин и Эльмира» (нем. Erwin und Elmire).
- Вольфганг Амадей Моцарт — «Царь-пастух» (итал. Il re pastore).
- Йозеф Мысливечек — «Эцио» (Ezio, 1-я версия).
- Йиржи Антонин Бенда
  - «Ариадна на Наксосе» (нем. Ariadne auf Naxos)
  - «Ярмарка» (нем. Der Jahrmarkt)
  - «Медея» (Medea)
- Паскуале Анфосси
  - La contadina incivilita (Il principe di Lagonegro, ossia l’innocente premiata)
  - «Покинутая Дидона» (итал. Didone abbandonata)
  - «Скупой» (итал. L'avaro)
- Томас Линли-старший[англ.] и Томас Линли-младший[англ.] — «Дуэнья» (англ. The Duenna, либретто Ричарда Бринсли Шеридана).

## Родились
- 21 января — Мануэль дель Популо Висенте Гарсиа, испанский оперный певец-тенор, вокальный педагог, композитор и музыкант-гитарист (умер в 1832).
- 24 марта — Мутхусвами Дикшитар,  индийский музыкант и композитор (умер в 1835).
- 4 июня — Франческо Молино[итал.], итальянский гитарист, скрипач и композитор (умер в 1847).
- 13 июня — Князь Антоний Генрих Радзивилл, польский магнат, политик, композитор и меценат (умер в 1833).
- 5 июля — Уильям Кротч[англ.], английский органист и композитор (умер в 1847).
- 2 августа — Хосе Анхель Лама, венесуэльский гобоист, фаготист и композитор (умер в 1814).
- 31 августа — Франсуа де Фосса, военный, французский гитарист, композитор и музыкальный педагог (умер в 1849).
- 17 сентября — Анна Маргрете Шалль (дат. Anna Margrethe Schall), датская балерина (умер в 1852).
- 15 октября — Бернхард Хенрик Круселль, финско-шведский композитор, кларнетист и переводчик (умер в 1838).
- 21 октября — Джузеппе Баини, итальянский аббат, музыкант, учёный-музыковед и композитор (умер в 1844).
- 30 октября — Катерино Альбертович Кавос, итальянский и российский композитор, дирижёр, органист и вокальный педагог (умер в 1840).
- 16 декабря — Франсуа Адриен Буальдьё, оперный композитор, известный как «Французский Моцарт» (умер в 1834).
- 25 декабря — Антун Соркочевич[англ.], дубровницкий дворянин, дипломат, писатель и композитор, сын композитора Луки Соркочевича[англ.] (умер в 1841).
- 28 декабря — Жуан Домингуш Бонтемпу, португальский пианист, композитор и педагог (умер в 1842).
- точная дата неизвестна
- Джозеф Антонио Эмиди[англ.], скрипач, дирижёр и композитор из Корнуолла, родившийся в Гвинее (умер в 1835).

## Умерли
- 15 января — Джованни Баттиста Саммартини, итальянский композитор, органист, хормейстер и педагог, младший брат Джузеппе Бальдассаре Саммартини (род в 1700/1701).
- 7 мая — Корнелиус Генрих Дрецель (нем. Cornelius Heinrich Dretzel), немецкий органист и композитор (род. в 1697).
- 9 мая — Виттория Тези, итальянская оперная певица-контральто (род. в 1700).
- 11 июня — Эджидио Ромуальдо Дуни, итальянский композитор, представитель Неаполитанской оперной школы и один из самых ярких мастеров комической оперы своего времени (род. в 1708).
- 7 ноября — Франсуа Ребель, французский скрипач, дирижёр и композитор, сын Жана Фери Ребеля (род. в 1701).
- 9 декабря — Пьетро Ньокки[англ.], итальянский историк и географ, хормейстер и композитор, регент собора в Брешии (род. в 1689).
- 15 декабря — Роза Скарлатти (итал. Rosa Scarlatti), итальянская оперная певица, племянница Алессандро Скарлатти, сестра Джузеппе Скарлатти, супруга Франческо Уттини и мать танцовщика Карло Уттини (род. в 1727).
- точная дата неизвестна — Франческо Барсанти, итальянский музыкант-виртуоз (флейтист и гобоист) и композитор (род. в 1690).